# ساحل اولاد احریز
ساحل اولاد احریز (به فرانسوی: Sahel Oulad H'Riz) یک شهرک در مراکش است که در استان برشید واقع شده‌است. ساحل اولاد احریز ۳۸٬۱۵۶ نفر جمعیت دارد.